# Stacy Sykora
Pour les articles homonymes, voir Sykora.
Stacy Sykora est une joueuse de volley-ball américaine née le 24 juin 1977 à Fort Worth (Texas). Elle mesure 1,76 m et jouait au poste de libero. Elle a totalisé 300 sélections en équipe des États-Unis.

## Biographie
Stacy Sykora fait partie de l'équipe des États-Unis de volley-ball féminin médaillée d'argent aux Jeux olympiques d'été de 2008 à Pékin.
En novembre 2012, Stacy Sykora décide de ne plus cacher son homosexualité, après avoir failli perdre la vie dans un accident.

## Clubs
| Club                | De        | À         |
| ------------------- | --------- | --------- |
| Aggies de Texas A&M | 1996-1997 | 1998-1999 |
| Teodora Ravenne     | 2000-2001 | 2002-2003 |
| Volley Modène       | 2003-2004 | 2003-2004 |
| GP Jesi             | 2004-2005 | 2004-2005 |
| CV Las Palmas       | 2005-2006 | 2005-2006 |
| Jogging Altamura    | 2007-2008 | 2007-2008 |
| Omitchka Omsk       | 2009-2010 | 2009-2010 |
| Vôlei Futuro        | 2010-2011 | 2011-2012 |
| Robur Tiboni Urbino | 2012-2012 | 2012-2012 |

## Palmarès

### Équipe nationale
- Jeux olympiques
  -  2008 à Pékin.
- Championnat du monde 
  - Finaliste: 2002
- Grand Prix mondial
  - Vainqueur : 2001
- Championnat d'Amérique du Nord 
  - Vainqueur : 2001, 2003.
  - Finaliste: 1999.
- Coupe panaméricaine
  - Vainqueur : 2012.

### Distinctions individuelles
- Grand Prix Mondial de volley-ball 2000: Meilleure réceptionneuse.
- Championnat d'Amérique du Nord de volley-ball féminin 2001: Meilleure réceptionneuse.
- Grand Prix Mondial de volley-ball 2001: Meilleure défenseur.
- World Grand Champions Cup féminine 2001: Meilleure défenseur.
- Jeux olympiques d'été de 2004: Meilleure défenseur.
- Championnat du monde de volley-ball féminin 2010: Meilleure libero.